# Chemin des Fontanelles
Le chemin des Fontanelles (en occitan : camin de las Fontanelas) est une voie de Toulouse, chef-lieu de la région Occitanie, dans le Midi de la France.

## Situation et accès

### Description
Le chemin des Fontanelles est une voie publique. Il relie les quartiers de Guilheméry et du Château-de-l'Hers.
La chaussée compte une seule voie de circulation automobile en sens unique. Elle appartient une zone 30 et la vitesse est limitée à 30 km/h. Il n'existe pas de bande, ni de piste cyclable, quoiqu'elle soit à double-sens cyclable.

### Voies rencontrées
Le chemin des Fontanelles rencontre les voies suivantes, dans l'ordre des numéros croissants (« g » indique que la rue se situe à gauche, « d » à droite) :
1. Avenue Jean-Chaubet (g)
2. Avenue de Castres (d)
3. Rue du Télégraphe (g)
4. Rue Aufrery (g)
5. Rue de la Feuilleraie (d)
6. Rue du Vol-à-Voile (g)
7. Avenue Jacques-Chirac - accès piéton
8. Rue des Arbustes (g)
9. Rue de l'Ayga (g)
10. Rue des Cyclamens (d)
11. Rue André-Theuriet (g)
12. Rue François-Galabert (g)
13. Rue Léon-Dutil (g)
14. Rue de Gembloux (g)
15. Rue des Giroflées (g)
16. Rue des Jonquilles (g)
17. Chemin du Château-de-l'Hers

## Odonymie
Le nom du chemin des Fontanelles se rencontre déjà au XVIIe siècle – camin de las Fontanelas en occitan. Il le tient d'un domaine agricole qui se situait sur les pentes de la butte du Calvinet. La métairie des Fontanelles se trouvait dans la plaine de l'Hers, près du pont de Balma (emplacement face au no 169 avenue Jean-Chaubet). Elle appartenait, au milieu du XVIe siècle, à Jean d'Aygua, avocat général au parlement.
Il a existé également, un petit-chemin des Fontanelles. Il est devenu en 1936 la rue André-Theuriet.

## Patrimoine et lieux d'intérêt
- no  20 : maison (deuxième quart du XXe siècle)[3].
- no  73 : maison (1891)[4].